# Ankita Raina
Ankita Raina (Ahmedabad, 11 januari 1993) is een tennisspeelster uit India.
Zij begon op vijfjarige leeftijd met het spelen van tennis.
Raina nam in 2014 en 2018 deel aan de Aziatische Spelen, waarbij ze in 2018 een bronzen medaille won.
Raina stond in 2018 voor het eerst in een WTA-finale, op het toernooi van Taipei, samen met landgenote Karman Thandi – hier veroverde zij haar eerste titel, door het Russische koppel Olga Dorosjina en Natela Dzalamidze te verslaan.
In 2021 had zij haar grandslamdebuut, op het dubbelspel van het Australian Open.
Voor India nam Raina tussen 2013 en 2021 deel aan de Fed Cup – zij behaalde daar een winst/verlies-balans van 23–19.

## Posities op deWTA-ranglijst
Positie per einde seizoen:
| jaar | rang enkelspel | rang dubbelspel |
| ---- | -------------- | --------------- |
| 2009 | 985            | –               |
|      |                |                 |
| 2011 | 811            | 619             |
| 2012 | 604            | 467             |
| 2013 | 294            | 525             |
| 2014 | 314            | 316             |
| 2015 | 247            | 317             |
| 2016 | 284            | 227             |
| 2017 | 283            | 187             |
| 2018 | 192            | 275             |
| 2019 | 184            | 131             |
| 2020 | 180            | 136             |

## Palmares
| Legenda                 |
| ----------------------- |
| Grandslamtoernooi       |
| Olympische Spelen       |
| Year-End Championships  |
| Premier Mandatory       |
| Premier Five / WTA 1000 |
| Premier / WTA 500       |
| International / WTA 250 |
| Challenger / WTA 125    |

### WTA-finaleplaatsen enkelspel
geen

### WTA-finaleplaatsen vrouwendubbelspel
| nr.              | finale     | toernooi      | ondergrond | partner           | tegenstandsters                   | score                   |         |
| ---------------- | ---------- | ------------- | ---------- | ----------------- | --------------------------------- | ----------------------- | ------- |
| gewonnen finales |            |               |            |                   |                                   |                         |         |
| 1.               | 2018-11-18 | WTA Taipei    | tapijt (i) | Karman Thandi     | Olga Dorosjina Natela Dzalamidze  | 6-3, 5-7, [12-12], opg. | details |
| 2.               | 2021-02-19 | WTA Melbourne | hardcourt  | Kamilla Rachimova | Anna Blinkova Anastasija Potapova | 2-6, 6-4, [10-7]        | details |
| verloren finales |            |               |            |                   |                                   |                         |         |
| geen             |            |               |            |                   |                                   |                         |         |

## Resultaten grandslamtoernooien
| Legenda | Legenda                          |
| ------- | -------------------------------- |
| g.t.    | geen toernooi gehouden           |
| l.c.    | lagere categorie                 |
| –       | niet deelgenomen                 |
| G       | uitgeschakeld in de groepsfase   |
| 1R      | uitgeschakeld in de eerste ronde |
| 2R      | uitgeschakeld in de tweede ronde |
| 3R      | uitgeschakeld in de derde ronde  |
| 4R      | uitgeschakeld in de vierde ronde |
| KF      | uitgeschakeld in de kwartfinale  |
| HF      | uitgeschakeld in de halve finale |
| F       | de finale verloren               |
| W       | het toernooi gewonnen            |
| w-v     | winst/verlies-balans             |

### Enkelspel
geen deelname

### Vrouwendubbelspel
| toernooi        | 2021 |
| --------------- | ---- |
| Australian Open | 1R   |
| Roland Garros   |      |
| Wimbledon       |      |
| US Open         |      |